# Shahid Rahman
Shahid Rahman (nacido en 1956 en Nueva Delhi, India) es un lógico y matemático con doble nacionalidad, argentina y alemana, profesor de lógica y epistemología en la Universidad de Lille III (Francia).
Es conocido por su desarrollo de la lógica dialógica o simplemente dialógica.

## Biografía
Estudió filosofía en Universidad Nacional del Sur, Argentina. Posteriormente, realizó un máster en Filosofía y Matemáticas y Filología (1986-1989) en la Universidad de Erlangen-Núremberg, Alemania.
En 1993 se doctoró en filosofía, psicología y filología por la Universidad del Sarre, Alemania. Su tesis de doctorado (1990-1993) la realizó bajo la dirección del filósofo alemán Kuno Lorenz (discípulo de Paul Lorenzen) y se centró en la lógica dialógica desde el punto de vista de la teoría de categorías. Su habilitación en filosofía de 1997, en la misma Universidad del Sarre, estuvo centrada en la lógica de Hugh MacColl, la lógica conectiva o de conexiones (connexive logic) y la historia de las lógicas no-clásicas.
Desde 1996 hasta 1998 fue Investigador Asociado de la Universidad del Sarre. Entre los años 1997 y 2000 fue Investigador en el Instituto de Informática Max-Planck y en el Deutsches Forschungszentrum für Künstliche Intelligenz, Alemania. En 1999 fue director en Funciones del Departamento de Filosofía de la Universidad del Sarre.
Desde 2001, es profesor titular de lógica y epistemología en la Universidad de Lille III (Francia). También es investigador en UMR CNRS 8163: STL. Miembro (2016-2018) del Conseil Scientifique du Réseau national des Maisons des Sciences de l’Homme, Francia. Miembro de la comisión del Instituto Eric Weil, Director (para Francia) del proyecto franco-alemán ANR-DFG Franco-German project 2012-2015, Lille (MESHS)/Konstanz, Prof M. Armgardt: "Théorie du Droit et Logique/Jurisprudenz und Logik" ("Teoría del Derecho y Lógica/Jurisprudencia y Lógica").

## Obra
Sus obras abarcan tanto la lógica, la filosofía de la lógica y su historia, incluida una perspectiva dialógica sobre la teoría constructiva de tipos. Es el investigador líder en el campo de la concepción dialógica de la lógica (logique du dialogue), al que ha contribuido con publicaciones en las lógicas no clásicas, el razonamiento legal, la filosofía y lógica de Aristóteles, la lógica árabe y la epistemología, entre otros campos.
De acuerdo con la perspectiva dialógica, el conocimiento, el significado y la verdad se conciben como resultado de la interacción social, donde la normatividad no se entiende como un tipo de operador pragmático que actúa sobre un núcleo proposicional destinado a expresar conocimiento y significado, sino todo lo contrario: el tipo de normatividad que surge de la interacción social asociada al conocimiento y al significado es constitutivo de estas nociones. En otras palabras, de acuerdo con la concepción del marco dialógico, el entrelazamiento del derecho a preguntar por razones, por una parte, y la obligación a darlas, por la otra, proporciona las raíces del conocimiento, el significado y verdad.

### Dialógica
La parte más importante de su trabajo concierne a la lógica dialógica. Su principal aporte ha sido sistematizar un enfoque dinámico y dialógico para permitir el desarrollo y la combinación de diferentes lógicas.
En la década de 1950, Paul Lorenzen y Kuno Lorenz habían creado y desarrollado la lógica dialógica para dar una semántica a la lógica intuicionista. En 1987, durante una intervención en la Universidad del Sarre, Rahman sugirió por primera vez el vínculo entre los diálogos y el topoï de la teoría de las categorías, aunque en ese momento solo se refería a los fundamentos de la lógica intuicionista. En la segunda parte de su tesis doctoral, publicada en 1993, desarrolló esta sugerencia, mientras que en la primera parte se dedicó al primer estudio sistemático de las relaciones entre los diálogos, tableaux y su metateoría.
Rahman y sus primeros equipos de investigación (primero en la Universidad del Sarre con Helge Rückert, luego en Lille con el grupo de pragmatismo dialógico, fundado en colaboración con Laurent Keiff) propusieron un redescubrimiento de la lógica dialógica en un momento en que iba desapareciendo progresivamente de la agenda de la investigación en filosofía.
Bajo la influencia de Rahman, la lógica dialógica se convirtió en un marco teórico general en el que se estudiaron la lógica condicional, la lógica libre, la lógica modal normal, la lógica modal híbrida, la lógica modal no normal, la lógica modal de primer orden la lógica paraconsistente, la lógica lineal, la lógica de la relevancia, la lógica conectiva o de conexiones (connexive logic),, entre otras.
Una de las ventajas de este enfoque es que la dialógica se puede ser usada como un puente entre la teoría de modelos y la teoría de la prueba (o demostración), pero también como un método para generar matrices para la lógica cuya semántica no es evidente, como la lógica lineal o la lógica conectiva. La perspectiva dialógica sobre lógicas no clásicas ha sido la ocasión para ricas discusiones y novedosas aportaciones.
En 1995, en una presentación en el Instituto de Informática Max-Planck en Saarbrücken, Dov Gabbay señaló que los nuevos desarrollos en la interfaz entre juegos y lógica (que proporcionan la base técnica para el enfoque dialógico) ofrecen la posibilidad de utilizar los diálogos como un tipo de sistema de deducción para el enfoque pragmático. En 1999, Rahman y Rückert organizaron un taller titulado 'Nuevas perspectivas en lógica dialógica' en Saarbrücken, que resultó en una publicación de Synthèse. Este libro muestra una reconsideración de los vínculos entre los juegos y la lógica, principalmente en ciencias de la computación e inteligencia artificial.
Patrick Blackburn escribió en New Perspectives in Dialogical Logic en respuesta al artículo de Rahman y Rückert sobre el diálogo en la lógica modal, publicado en 1999 en Logique et Analyse, donde establece una relación entre los diálogos de lenguajes híbridos y los descubrimientos más interesantes en la lógica modal contemporánea: la noción de bi-simulación. En el mismo volumen, Gabriel Sandu presentó otro desarrollo importante del trabajo sobre la interfaz entre juegos y lógica, el de la lógica lineal. La lógica lineal y su generalización, el proyecto lúdico de Jean-Yves Girard, es una de las preocupaciones del grupo de Lille.
En su entrada del libro para el ingreso al Internacional Directory of Logicians, publicado en 2009, Rahman argumenta que la lógica tiene un papel central que desempeñar en los programas de investigación de la filosofía de la ciencia del siglo XX. Las críticas históricas y sociológicas de los años sesenta habían desterrado la lógica de la filosofía de la ciencia al acusarla de reducir la ciencia a un conjunto de proposiciones conectadas entre sí por la lógica clásica. Pero eso no significa que la colaboración entre la lógica, la filosofía y la historia de la ciencia deba ser abandonada. Más bien, la lógica debería acercarse a la ciencia con herramientas nuevas y más sofisticadas, capaces de tratar las proposiciones en contexto, describiendo este contexto y su dinámica. Esto es concebible si desarrollamos la interfaz entre los juegos y la lógica, entre la teoría de la revisión de creencias y las teorías de juegos, y entre la teoría de la decisión y la teoría de la argumentación. Esta declaración es la base del proyecto Kluwer-Springer lanzado en 2001 por Rahman y John Symons, cuyo primer volumen se publicó en 2004 en la colección Logic, Epistemology and the Unity of Science, editada por Rahman, Symons y Gabbay.
El objetivo de los proyectos editoriales de Rahman es proporcionar a la comunidad filosófica las herramientas adecuadas para resolver los problemas clásicos de la filosofía de la ciencia, utilizando los desarrollos actuales en lógica matemática, y más particularmente en su vinculación con la teoría de juegos. Es esta misma ambición la que anima las otras colecciones de College Publications, por ejemplo, los Cahiers de Logique et d’Épistémologie y su versión en español, los Cuadernos de Lógica, Epistemología y Lenguaje, o sus publicaciones como The Games of Logic, A Philosophical Perspective, entre otras.
Estas perspectivas son las que inspiran el trabajo de Rahman, de sus colaboradores y estudiantes, en una amplia variedad de enfoques: desde los lenguajes híbridos hasta la abducción, a través de la teoría de la elección racional, la de revisión de creencias, lógica libre dinámica o el razonamiento no monotónico. La mayoría de estos desarrollos resultan del estudio de las consecuencias semánticas y lógicas de la modificación de las reglas estructurales y / o la extensión del conjunto de constantes lógicas. De hecho, muestran cómo implementar el ' enfoque dialógico de las reglas estructurales de inferencia' como debilitamiento y contracción. Las publicaciones más recientes muestran cómo desarrollar diálogos 'materiales' (es decir, diálogos para lenguajes interpretados) en lugar de diálogos limitados a validez lógica. Este nuevo enfoque para los diálogos con 'contenido', llamado razonamiento inmanente es el resultado más importante del enfoque dialógico de la Teoría Constructiva de Tipos. Entre las aplicaciones de razonamiento inmanente se encuentran la elucidación del rol de la dialéctica en la silogística de Aristóteles y la formulacion de diálogos cooperativos para el derecho. y el razonamiento por paralelismo o analogía.
Rahman se ha caracterizado por su gran capacidad de liderazgo, formando equipos de investigadores internacionales que mantienen, continúan y amplían la dialógica y las perspectivas dinámicas de la lógica. Entre sus colaboradores y estudiantes se encuentran: en la Universidad del Sarre (Alemania), Helge Rückert, Mathias Fischmann, Manuel Rebuschi, entre otros; en la Universidad de Lille (Francia), Hassan Tahiri, Laurent Keiff, Emmanuel Genot, Alexandre Thiercelin, Gildas Nzokou, Marie-Hélène Gorisse, Sébastien Magnier, Giuliano Bacigalupo, Radmila Jovanovic, Bernadette Dango, Juliele Sievers, Christel Grimaud; en la Universidad de Sevilla (España), Mathieu Fontaine y Cristina Barés; en la Universidad de Valparaíso (Chile), Juan Redmond y Nicolas Clerbout; entre otros.

### Publicaciones
Algunos de sus principales libros:
Como autor
2015: Linking Games and Constructive Type Theory: Dialogical Strategies, CTT-Demonstrations and the Axiom of Choice.Con Nicolas Clerbout. Springer-Briefs.
2018: Immanent Reasoning or Equality in Action. A Plaidoyer for the Play level. Con Zoe McConaughey, Ansten Klev y Nicolas Clerbout. Cham: Springer.
2019:  Inferences by Parallel Reasoning in Islamic Jurisprudence. al-Shīrāzī’s Insights into the Dialectical Constitution of Meaning and Knowledge. With Muhammad Iqbal y Youcef Soufi. Cham: Springer.
2019: (en árabe) The dialogical approach to intuitionistic, classical and basic modal logic. Including a brief introduction to the dialogical take on Constructive Type Theory.. ConFarid Zidani, Juan Redmond, Yasmina Kadoum, Beirut: Dar Al Farabi.
Como editor
1999: Wege zur Vernunft. S. Rahman/ K. Buchholz/I. Weber (éd). Frankfurt, New York: Campus Verlag. 
2001: New Perspectives in Dialogical Logic. S. Rahman/H.Rückert (éd.): Synthese (vol. 125).
2004: Logic, epistemology and the unity of science. S. Rahman/J. Symons/D. Gabbay. Dordrecht: Kluwer.
2007: The Influence of Genetics on Contemporary Thinking. A. Fagot-Largeault, S. Rahman, J. M. Torres (éd.). Incluye contribuciones de: F. Jacob –Prix Nobel (1965), F. Ayala, C. Debru, A. Fagot-Largeault, J. Gayon, K. Matsuno, M. Morange.. Kluwer-Springer, 2007.
2008: The Unity of Science in the Arabic Tradition. S. Rahman (Lille3), Tony Street (Cambridge), Hassan Tahiri (Lille3) (éd.), Kluwer-Springer, 2008.
2008: Truth, Unity and the Liar. S. Rahman, T. Tulenheimo, E. Genot (éd.) Kluwer Springer 2008.
2010: Acts of Knowledge. S. Rahman, G. Primiero (éd). College Publications, 2010.
2010: Approaches to Legal Rationality Gabbay, D.M.; Canivez, P.; Rahman, S.; Thiercelin, A. (Eds.) Dordrecht: Springer.
2011: Normes et Fiction. S. Rahman / J. Sievers. London: King’s Collegue. 
2012: The (Anti-)Realism Debate in the Age of Alternative Logics. S Rahman/ M. Marion/ G. Primiero. Springer 2012.
2012: Special Sciences and the Unity of Sciences. O. Pombo/ J.M. Torres /J. Symons / S. Rahman, Springer.
2014: De l’écriture à la orature. Ch. Z. Bowao/S.Rahman, London-King’s College: College Publications.
Artículos
- S. Rahman and H. Rückert (editors), New Perspectives in Dialogical Logic. Synthèse 127 (2001) (ISSN 0039-7857).
- Rahman S. On Frege’s Nightmare. A Combination of Intuitionistic, Free and Paraconsistent Logics. In H. Wansing (ed.), Essays on Non-Classical Logic, World Scientific, New Jersey, Londres, Singapur, Hong Kong, 61-85, 2001.
- Rahman S. Un desafío para las teorías cognitivas de la competencia lógica: los fundamentos pragmáticos de la semántica de la lógica linear. In M. B. Wrigley (editor), Dialogue, Language, Rationality. A Festschrift for Marcelo Dascal, Special volume of Manuscrito, vol. XXV-2. 383-432, octobre, 2002.
- S. Rahman, Non-Normal Dialogics for a Wonderful World and More. In J. van Benthem, G. Heinzmann, M. Rebuschi and H. Visser (eds.) The Age of Alternative Logics. Springer (2006). (ISBN 978-1-4020-5011-4).
- S.Rahman/L. Damien/M.H. Gorisse, Dialogique temporelle et hybridation. In M. Rebusqui & T. Tulenheimo (ed.), Logique et théorie de jeux, Kimé, 2004, 17-38. (ISSN 1281-2463)
- S. Rahman and L. Keiff, On how to be a dialogician. In Daniel Vanderken (ed.), Logic Thought and Action, Springer (2005), 359-408. (ISBN 1-4020-2616-1).
- S. Rahman and C. Dégremont, The Beetle in the box. In T. Aho and A-V. Pietarinen (eds.) Truth and Games. Essays in honour of Gabriel Sandu. Societas Philosophica Fennica (2006). (ISBN 951-9264-57-4).
- S. Rahman and T. Tulenheimo, From Games to Dialogues and Back: Towards a General Frame for Validity. Dans Ondrej Majer, Ahti-Veikko Pietarinen and Tero Tulenheimo (ed.), 'Games: Unifying Logic, Language and Philosophy. LEUS: Springer, Part III, 2008.